# Tomelilla (comune)
Tomelilla è un comune svedese di 12 934 abitanti, situato nella contea di Scania. Il suo capoluogo è la cittadina omonima.

## Località
Nel territorio comunale sono comprese le seguenti aree urbane (tätort):
| # | Località  | Popolazione |
| - | --------- | ----------- |
| 1 | Tomelilla | 6 204       |
| 2 | Brösarp   | 700         |
| 3 | Onslunda  | 453         |
| 4 | Smedstorp | 372         |
| 5 | Lunnarp   | 343         |